# Nervus lingualis

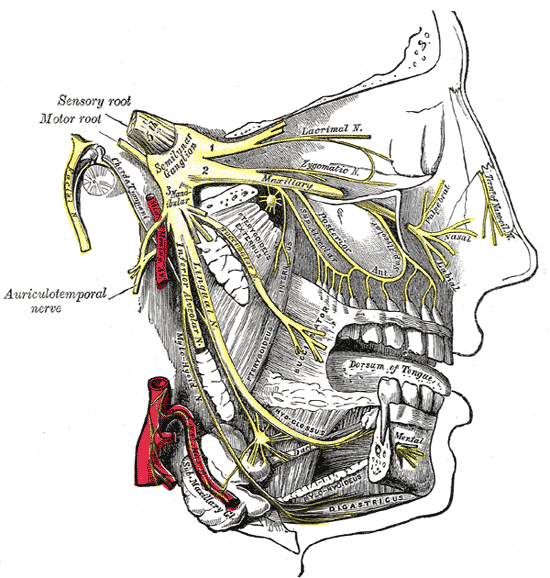
Äste des Nervus mandibularis

Der Nervus lingualis (lat. für „Zungennerv“) ist ein Ast des Unterkiefernervens (Nervus mandibularis), welcher wiederum ein Ast des fünften Hirnnervens (Nervus trigeminus) ist. Der Nervus lingualis ist vor allem für die sensible Innervation der Schleimhaut der vorderen zwei Zungendrittel zuständig. Er besteht in der Regel aus 1 bis 3 Faszikeln.

## Verlauf
Der Zungennerv trennt sich am Ganglion Gasseri (Ggl. trigeminale)  vom Unterkiefernerv und verläuft unterhalb des Musculus pterygoideus lateralis. Hier lagern sich dem Nerven parasympathische und sensorische Nervenfasern aus der Paukensaite (Chorda tympani) sowie sympathische Fasern an. Die parasympathischen Fasern der Chorda tympani werden im Ganglion submandibulare (bei Tieren als Ganglion mandibulare bezeichnet) umgeschaltet. Über diese, ursprünglich aus dem Hirnnerv VII (Nervus facialis) stammenden Fasern übernimmt der Nervus lingualis auch die Leitung der Geschmacksinformationen der vorderen zwei Zungendrittel (das hintere Zungendrittel wird über die parasympathischen Fasern des N. glossopharyngeus gustatorisch versorgt) sowie die Innervation der unteren Speicheldrüsen (Glandulae sublinguales und Glandula submandibularis).
Nach Anlagerung des Chorda tympani verläuft der Nervus lingualis zwischen Musculus pterygoideus medialis und dem Unterkieferast (Ramus mandibulae) zur Zunge.

## Störungen
Bei zahnärztlichen und chirurgischen Eingriffen im Unterkiefer, insbesondere durch Injektionen zur Lokalanästhesie kann es zu Läsionen des Nervus lingualis kommen, die sich in Sensibilitätsstörungen in den vorderen zwei Dritteln des seitlichen Zungenrandes äußern.